# Stany Kempompo Ngangola
Stany Kempompo Ngangola (8 gennaio 1974) è un ex nuotatore congolese (Repubblica Democratica del Congo), specializzato nello stile libero.

## Biografia
Rappresentò RD del Congo ai Giochi olimpici estivi di Pechino 2008, dove ottenne il 97º tempo nelle batterie dei 50 m stile libero e fu eliminato.